# Theaterzeitschrift
Eine Theaterzeitschrift ist eine Zeitschrift, die sich vor allem auf Theater und angrenzende Themen spezialisiert.
Sie beinhaltet meist Kritiken zu Inszenierungen,  Interviews mit Theatermachern,  Häuserbetrachtungen, Untersuchungen von Politik und Theater, sowie manchmal auch Stückabdrucke (Theater der Zeit, Theater heute).
Weiterhin gibt es oft Einblicke in die Tanz-, Performance- und Opernwelt.

## Geschichte
Die erste bekannte Theaterzeitschrift in Deutschland waren die Beyträge zur Historie und Aufnahme des Theaters von  Gotthold Ephraim Lessing und Christlob Mylius von  1750. Darin wurden unter anderem auch Modefragen des Dramas diskutiert. 1767 folgte die Hamburgische Dramaturgie. 1784 gab der Schauspieler Johann Karl Sauerwald die erste Theaterzeitschrift Russlands in deutscher Sprache in Sankt Petersburg unter dem Namen Russische Theatralien heraus, ihr waren lediglich drei Ausgaben beschieden.
Die Zeitschrift Die Schaubühne von Siegfried Jacobsohn von 1906 wandte sich später auch anderen Themen zu. Seit 1924 erscheint in Wien Die Bühne.
Seit 1946 gibt es in Berlin Theater der Zeit, seit 1960 Theater heute. Diese gehören gegenwärtig zu den wichtigsten Theaterzeitschriften in Deutschland. 

Die erste Theaterzeitschrift, die sich an Jugendliche wendet, ist die 2007 gegründete junge bühne. 

## Theaterzeitschriften (Auswahl)

### Deutschland und Österreich
- Beyträge zur Historie und Aufnahme des Theaters, Berlin, 1750, von Gotthold Ephraim Lessing und Christlob Mylius, erste Theaterzeitschrift in Deutschland[3]
- Hamburgische Dramaturgie, Hamburg, 1767–1769, von Gotthold Ephraim Lessing, mit Theaterrezensionen
- Bühne und Welt, Hamburg, 1898–1916
- Die Schaubühne, Berlin, 1905–1945, von Siegfried Jacobsohn, ab 1913 auch zu anderen Themen
- Die Deutsche Bühne, seit 1909
- Die Bühne, Wien, seit 1924
- Theater der Zeit, Berlin, seit 1946
- Der Spielplan, Braunschweig, 1956–2020
- Theater heute, seit 1960
- Opernwelt, seit 1960
- junge bühne, seit 2007, erste Theaterzeitschrift für Jugendliche, Auflage 70.000, kostenlos, einmal jährlich.[4]

### Weitere Länder
- Russische Theatralien, S. Petersburg, 1784, von Johann Karl Sauerwald, drei Ausgaben
- Loutkář (Der Puppenspieler), Prag, seit 1912, weltweit älteste noch herausgegebene Zeitschrift über Puppentheater.[5]